# Mentawak (Kelapa Kampit)
Mentawak is een bestuurslaag in het regentschap Belitung Timur van de provincie Bangka-Belitung, Indonesië. Mentawak telt 3284 inwoners (volkstelling 2010).